# 琴面
琴面，唐代的额枋断面高宽比约为2：1，侧面做成略曲的弧线，这种做法因其表面弧度類似於古琴的琴面，所以稱作琴面。
此外在中國古代建築中，琴面又可指琴面昂，是昂的一種，指昂嘴做成如琴面一般突起，琴面昂在唐代到宋代的建築中較常出現。